# Alex Baudin
Alex Baudin (* 25. května 2001) je francouzský profesionální silniční cyklista jezdící za UCI WorldTeam Decathlon–AG2R La Mondiale.

## Kariéra

### Začátky
V dubnu 2022 vyhrál Baudin třetí etapu Tour de Bretagne a dostal se do čela celkového pořadí. Své vedení však ztratil v poslední, sedmé etapě, kterou po dlouhém sólo útoku vyhrál s náskokem 59 sekund Johan Le Bon a odsunul Baudina na druhé místo. Později téhož roku vyhrál Baudin třetí etapu Giro della Valle d'Aosta z úniku.

### AG2R Citroën Team (2023–)
V srpnu 2022 bylo oznámeno, že Baudin podepsal dvouletý kontrakt s UCI WorldTeamem AG2R Citroën Team od sezóny 2023.
31. července 2023 UCI oznámila, že Baudin byl po 17. etapě Gira d'Italia 2023 pozitivně testován na látku tramadol, jejíž užívání je od roku 2019 zakázáno. Baudin následně dostal od svého týmu zákaz závodění na dobu neurčitou. Ukončen byl v prosinci téhož roku.

## Hlavní výsledky
2018
Tour du Pays de Vaud
vítěz 4. etapy
Ain Bugey Valromey Tour
5. místo celkově
 vítěz soutěže mladých jezdců
vítěz etap 2 a 3
Giro del Nordest d'Italia
8. místo celkově
2019
3. místo Chrono des Nations Juniors
4. místo GP Général Patton
Tour du Pays de Vaud
8. místo celkově
vítěz 3. etapy
2021
Tour de Côte d'Or
 celkový vítěz
vítěz Grand Prix du Val de Villé
2022
Giro della Valle d'Aosta
vítěz 3. etapy
Istrian Spring Trophy
2. místo celkově
vítěz 2. etapy
Tour de Bretagne
2. místo celkově
 vítěz soutěže mladých jezdců
vítěz 3. etapy
2024
2. místo Grand Prix La Marseillaise
Étoile de Bessèges
7. místo celkově

### Výsledky na Grand Tours
| Grand Tour      | 2023 | 2024 |
| --------------- | ---- | ---- |
| Giro d'Italia   | 73   | 21   |
| Tour de France  | —    |      |
| Vuelta a España | —    |      |

| —   | Nezúčastnil se |
| DNF | Nedokončil     |